# Corb de les Moluques
El corb de les Moluques (Corvus validus) és un ocell de la família dels còrvids (Corvidae).

## Hàbitat i distribució
Habita els boscos de les illes de Morotai, Halmahera, Kayoa, Bacan i Obi a les Moluques.